# Руско вицеконсулство в Търново
Руско вицеконсулство е бивша дипломатическа мисия в Търново.
През периода 1862 – 1865 г. в Търново работи Вицеконсулството на Русия. Това става преди Митхад паша да превърне Русе в център на Дунавската област. Това е единствената официално откроила се чужда институция, оставила ярко присъствие в историята на града.
Необходимостта от откриване на дипломатическо представителство на Русия възниква рано, но преминава определен период от време за уточнения, за получаване на официално съгласие от Турция.
Тук голяма е ролята и заслугите на Илия Стоянович Шапкалията. През август 1859 г. той пише писмо до Найден Геров в Пловдив. Според руския посланик в Цариград граф Николай Игнатиев новото консулство трябва да бъде разположено в 1 от следните градове – Русе, Търново или София. За да бъде в Търново, влияние оказват геостратегическите позиции на старопрестолния град и съсредоточената тук в средата на века активна католическа мисионерска дейност.
През лятото на 1861 г. Александър В. Рачински прави продължителен престой в Търново. Тогава той заема длъжността вицеконсул към руското посолство във Варна. Целта е да се огледат обсоятелствата за утвърждаване на руско дипломатическо присъствие в Търново.
Новоучереденото руско консулство е официално открито на 27 август 1862 г. Новоназначеният консул Васил Фьодорович Кожевников пристига от Цариград в Търново. В документи е отразено помпозно тържество, впечатляващ ритуал, много присъстващи.
През 1863 г. Вицеконсулството дарява над 100 тома руска литература за търновските училища. От Русия е доставена църковна утвар, която е предоставена на манастир „Свето преображение Господне“ и на Присовския манастир „Свети архангели“.
След 1865 г. дейността на Вицеконсулството започва да затихва. След като Василий Фьодорович Кожевников заминава в отпуск в Петербург заедно със съпругата си, дейността е закрита и прехвърлена в Русе.